# Fábio Assunção
Pour les articles homonymes, voir Assunção.
Fábio Assunção Pinto, né le 10 août 1971 à São Paulo, est un acteur brésilien.

## Filmographie (sélection)

### Cinéma
- 2001 : Bellini e a esfinge par Roberto Stucci : Remo Bellini
- 2009 : Jamais sans toi d'Aluizio Abranches (en) : Alexandre

### Séries télévisées
- 1991-1992 : Vamp : Felipe Rocha
- 1996-1997 : O Rei do Gado : Marcos Mezenga
- 1997-1998 : Destinées (Por Amor) : Marcelo de Barros Mota
- 1999-2000 : Força de um Desejo : Inácio Silveira Sobral
- 2007 : Paraíso Tropical : Daniel Bastos
- 2010 : Dalva e Herivelto: Uma Canção de Amor : Herivelto Martins
- 2011-2014 : Tapas & Beijos : Jorge
- 2015-2016 : Totalmente Demais : Arthur
- 2017 : A Fórmula : Ricardo Montenegro
- 2018 : Onde Nascem os Fortes : Ramiro Curió